# Don't Get Personal (film, 1936)
Pour les articles homonymes, voir Don't Get Personal.
Pour plus de détails, voir Fiche technique et Distribution.
Don't Get Personal est un film américain réalisé par William Nigh, sorti en 1936.

## Fiche technique
- Titre : Don't Get Personal
- Réalisation : William Nigh
- Scénario : George Waggner, Clarence Marks et Houston Branch (en) d'après une histoire de Wilhelm Thiele et Edmund L. Hartmann
- Direction artistique : Albert S. D'Agostino
- Photographie : Norbert Brodine
- Montage : Murray Seldeen (en)
- Musique : Franz Waxman
- Société de production : Universal Pictures
- Pays de production : États-Unis
- Format : Noir et blanc - 1,37:1
- Genre : comédie
- Durée : 70 minutes
- Date de sortie : 1936

## Distribution
- James Dunn : Bob McDonald
- Sally Eilers : Sally van Ranseleer alias Jinxy
- Pinky Tomlin (en) : Arthur Hale
- Spencer Charters : Mr Charles van Ranseleer
- Doris Lloyd : Mme Charles van Ronseleer
- George Cleveland : le fermier
- Lillian Harmer (en) : la femme du fermier
- Charles Coleman : le majordome
- George Meeker : Freddie Miller
- Jean Rogers : Blondy
- Lucille Lund : la demoiselle d'honneur